# Wybory parlamentarne w Uzbekistanie w latach 2014–2015
Wybory parlamentarne w Uzbekistanie w latach 2014–2015 – wybory parlamentarne w Uzbekistanie zostały przeprowadzone w dwóch turach 21 grudnia 2014 i 4 stycznia 2015. Zwycięzcą wyborów została Liberalno-Demokratyczna Partia Uzbekistanu.

## Wyniki wyborów
W I turze głosowania 21 grudnia 2014 zwycięstwo odniosła Liberalno-Demokratyczna Partia Uzbekistanu, zdobywając 47 mandatów w Izbie Ustawodawczej. Demokratyczna Partia Odnowy Narodowej Uzbekistanu uzyskała 28 mandatów, Demokratyczna Partia Odnowy Narodowej Uzbekistanu uzyskała - 21 mandatów, a Socjaldemokratyczna Partia Sprawiedliwości - 17.
W drugiej turze wyborów najwięcej mandatów uzyskała Demokratyczna Partia Odnowy Narodowej Uzbekistanu. Frekwencja wyniosła 76,93%. W sumie najwięcej miejsc w Izbie Ustawodawczej uzyskała Liberalno-Demokratyczna Partia Uzbekistanu (52).
| Partia                                                                                                | I tura         | I tura         | I tura          | II tura        | II tura        | II tura         | Razem |
| Partia                                                                                                | Liczba głosów  | %              | Liczba mandatów | Liczba głosów  | %              | Liczba mandatów | Razem |
| --- | -------------- | -------------- | --------------- | -------------- | -------------- | --------------- | ----- |
| Liberalno-Demokratyczna Partia Uzbekistanu (Oʻzbekiston Liberal Demokratik Partiyasi)                 |                |                | 47              |                |                | 5               | 52    |
| Demokratyczna Partia Odnowy Narodowej Uzbekistanu (Oʻzbekistan Milliy Tiklanish Demokratik Partiyasi) |                |                | 28              |                |                | 8               | 36    |
| Ludowo-Demokratyczna Partia Uzbekistanu (Oʻzbekistan Xalq Demokratik Partiyasi)                       |                |                | 21              |                |                | 6               | 27    |
| Socjaldemokratyczna Partia Sprawiedliwości (Adolat Sotsial Demokratik Partiyasi)                      |                |                | 17              |                |                | 3               | 20    |
| Ekologiczny Ruch Uzbekistanu (Oʻzbekiston Ekologik Hаrаkаti)                                          | zagwarantowane | zagwarantowane | zagwarantowane  | zagwarantowane | zagwarantowane | zagwarantowane  | 15    |
| Razem                                                                                                 | 18 490 245     | (88,94%)       | 113             | 2 642 063      | (76,93%)       | 22              | 150   |
| Uprawnieni do głosowania                                                                              | 20 789 572     |                |                 | 3 434 345      |                |                 |       |
| Źródło:,                                                                                              |                |                |                 |                |                |                 |       |